# Sauris proboscidaria
Sauris proboscidaria är en fjärilsart som beskrevs av Walker 1862. Sauris proboscidaria ingår i släktet Sauris och familjen mätare. Inga underarter finns listade.